# Weberei Schilbach & Co.
Die Weberei Schilbach & Co. war eine der größten und bedeutendsten Webereien in Greiz, Thüringen. Die Unternehmen und die Mitglieder der Familie Schilbach sind untrennbar mit der Entwicklung der Stadt verbunden.

## Geschichte
Die Weberei wurde 1850 zur „Wollwarenfabrikation“ von Heinrich Schilbach (1828–1905) gegründet. Seine Söhne Robert, Heinrich jun. (1863–1914), Friedrich (1867–1915) und Carl (1868–1934) stiegen später als Compagnons in das Unternehmen ein, die Firma wurde zu Schilbach & Comp. bzw. Schilbach & Co. ergänzt.
1855 wurde das Unternehmen in der Publikation Quellen-Nachweisung über Bezug und Absatz der Handelsartikel mit besonderer Berücksichtigung der vaterländischen Industrie als Handbuch und Rathgeber für Kaufleute, Fabrikanten und Gewerbetreibende als Manufactur von Thibet, Cachemir, Satin, Mousselin und schwarzen Châles von Schilbach & Comp. in Greiz im Voigtlande. mit Nennung der Messepräsenz in Leipzig und Frankfurt am Main aufgeführt.
1878 errichteten die Schilbachs eine große mechanische Weberei im Aubachtal und 1879 zählte das Unternehmen zu den größten Webereien in Greiz. Heinrich Schilbach sen. wurde mit dem Ehrentitel Kommerzienrat ausgezeichnet. Auf der Weltausstellung in Melbourne 1880 und auf der Melbourne Centennial Exhibition 1888 stellte das Unternehmen Erzeugnisse aus und war im Katalog unter 264 Schilbach & Co., Greiz. Plain and fancy worsted dress goods. verzeichnet. 1920 wurde die Zahl der Webstühle der Weberei mit 261 angegeben.
Das Unternehmen überlebte die Weltwirtschaftskrise nicht und ging 1930 in Konkurs.

## Fabrik- und Wohngebäude
Die umfangreiche, repräsentative Fabrikanlage stand auf dem Grundstück Reichenbacher Straße 103 im Aubachtal in Greiz, rückwärtig direkt am Aubach gelegen, der dem Stadtteil den Namen gab. Die Gebäude wurden nach dem Konkurs als Motorsportschule des NSKK genutzt. Gleichzeitig wurde das Hauptgebäude zu Sozialwohnungen umgebaut („Wohnhof“). Nach Auflösung des NSKK 1939 wurden während des Zweiten Weltkriegs u. a. Teile der Gustloff-Werke Suhl und der Gregor-Werke hierher ausgelagert, ebenso die Firma H. Rost & Co. aus Hamburg, die Gummiwaren herstellte. Hallen und Freiflächen nutzten nach Kriegsende u. a. VEB Deutsche Spedition Greiz, die Seifenfabrik Artur Krause, die Maschinenschlosserei Max Franke und andere Firmen als Produktionsstätte und Lager etc. Aus der enteigneten Firma H. Rost wurde der VEB Kunststoffwerk Greiz als Betriebsteil des VEB Cowaplast Coswig und fertigte Folien, Kunstleder und ähnliches. Nach der Wende wurde die Fabrikanlage an die Firma H. Rost rückübereignet. Die gesamte Fabrikanlage stand bzw. steht unter Denkmalschutz. Trotzdem wurden 2015 sämtliche Sheddach-Hallen und Nebengebäude abgerissen und somit die noch komplett von 1878/1884 erhaltene Anlage zerstört.
Der Wohnsitz von Heinrich Schilbach sen. befand sich zuerst in Greiz im Gebäude Carolinenstraße 54. Später (1882) wurde eine der repräsentativsten Villen in Greiz nach Plänen des Leipziger Architekten Hans Enger auf dem Grundstück Carolinenstraße 12 errichtet. Diese Villa wurde im Greizer Adressbuch für 1892 als Wohnsitz von drei männlichen erwachsenen Mitgliedern der Familie angegeben, Heinrich Schilbach (sen.), Heinrich Schilbach (jun.) und Carl Schilbach. 1937 war die Villa immer noch Wohnsitz eines Heinrich Schilbach, der wohl ein Enkel des Unternehmensgründers war. Die Villa steht unter Denkmalschutz.
Carl Schilbach (1868–1934) wohnte in der Villa Gartenweg 2a, die 1910 nach Plänen des Architekten Ernst Steiner errichtet wurde. Auch diese Villa steht unter Denkmalschutz.
Der Wohnsitz von Robert Schilbach (1862–1919) befand sich 1892 im Haus Oststraße 32a (heute: Rudolf-Breitscheid-Straße).

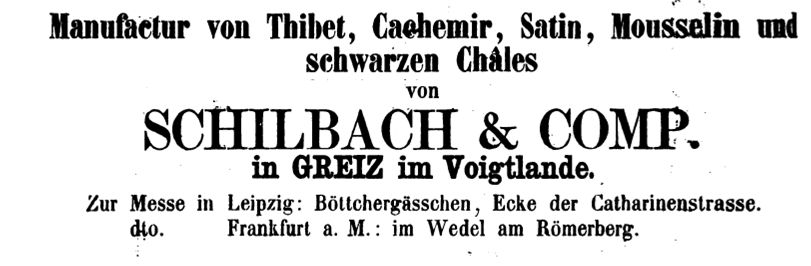
1855 Gewerbe-Handbuch Eintrag Schilbach & Co.
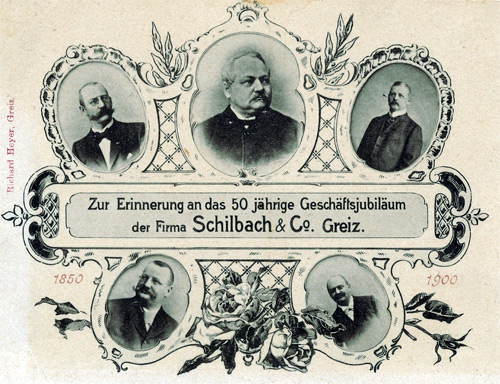
50-jähriges Jubiläum Schilbach & Co.
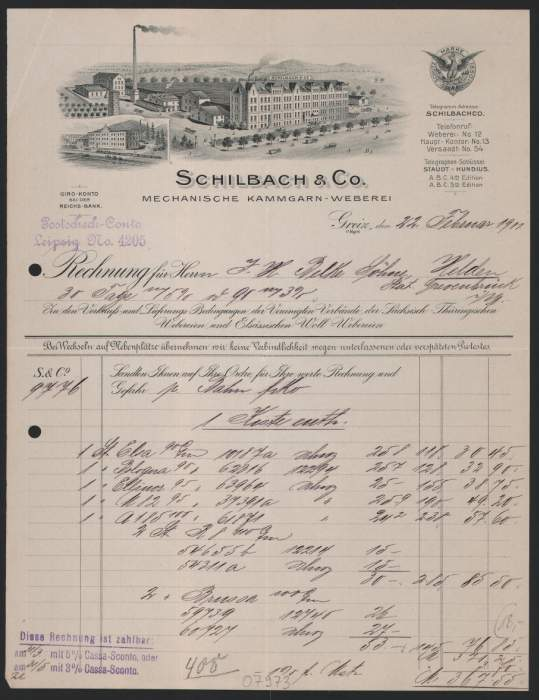
Rechnung Schilbach & Co. 1911
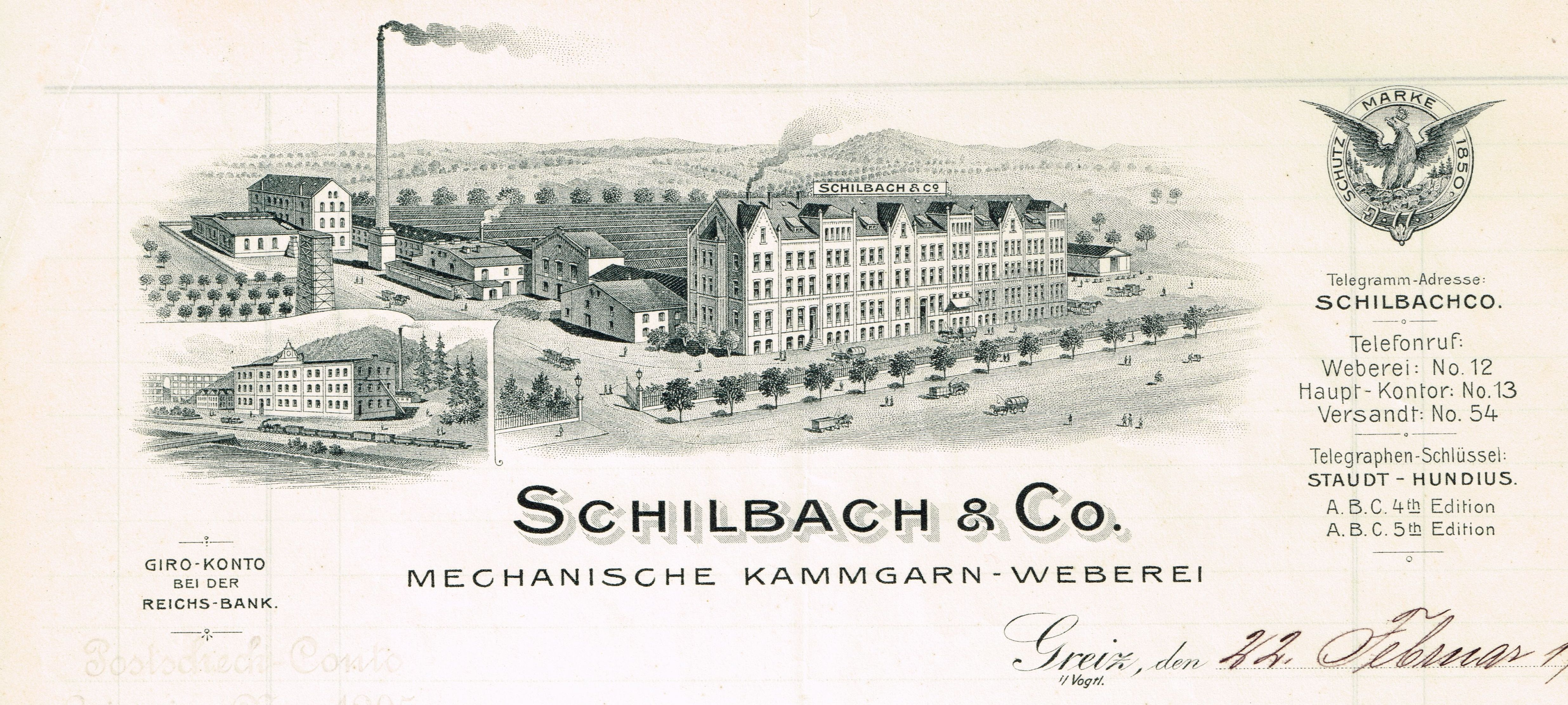
Firmendetails Briefkopf
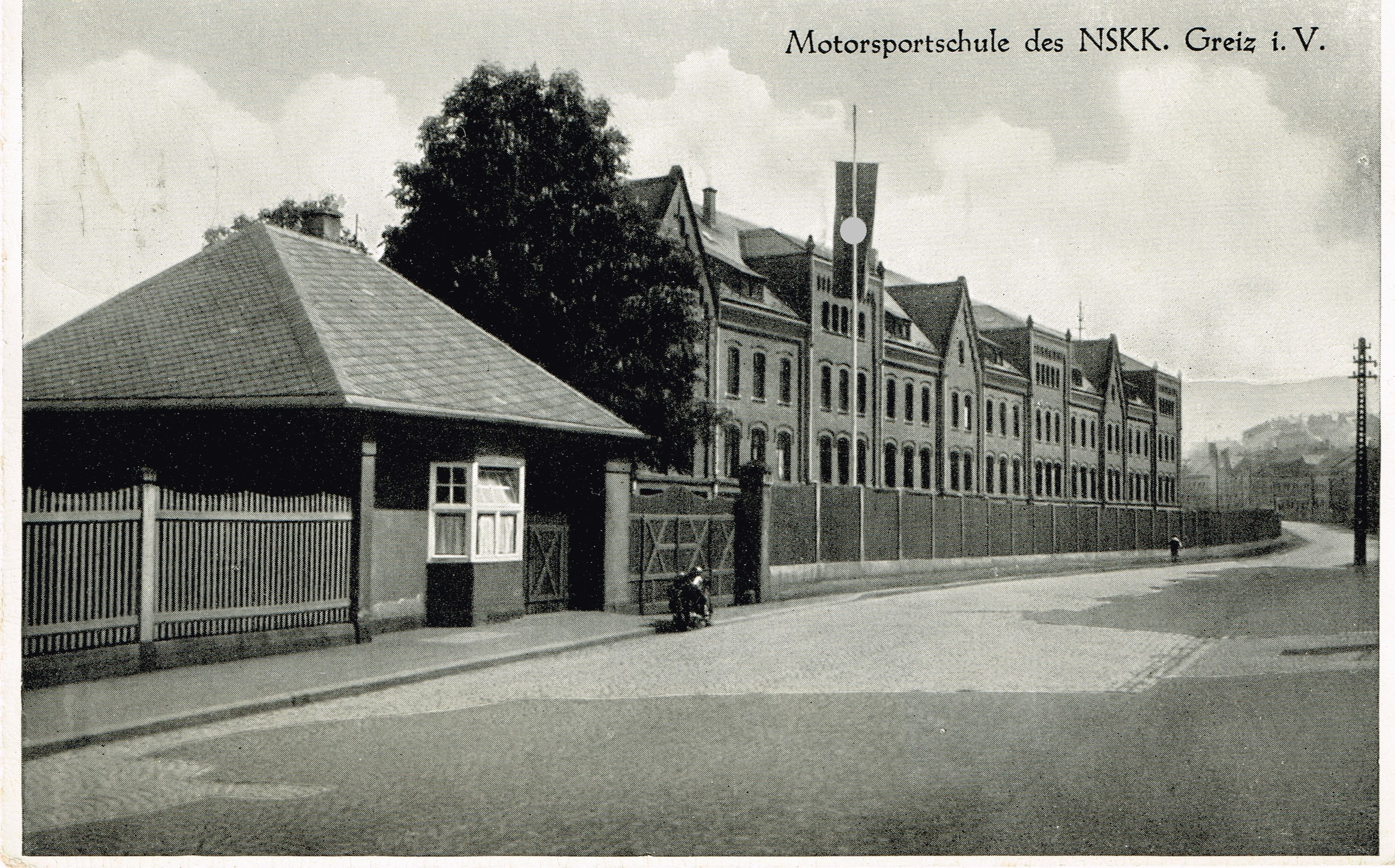
Straßenansicht NSKK Greiz
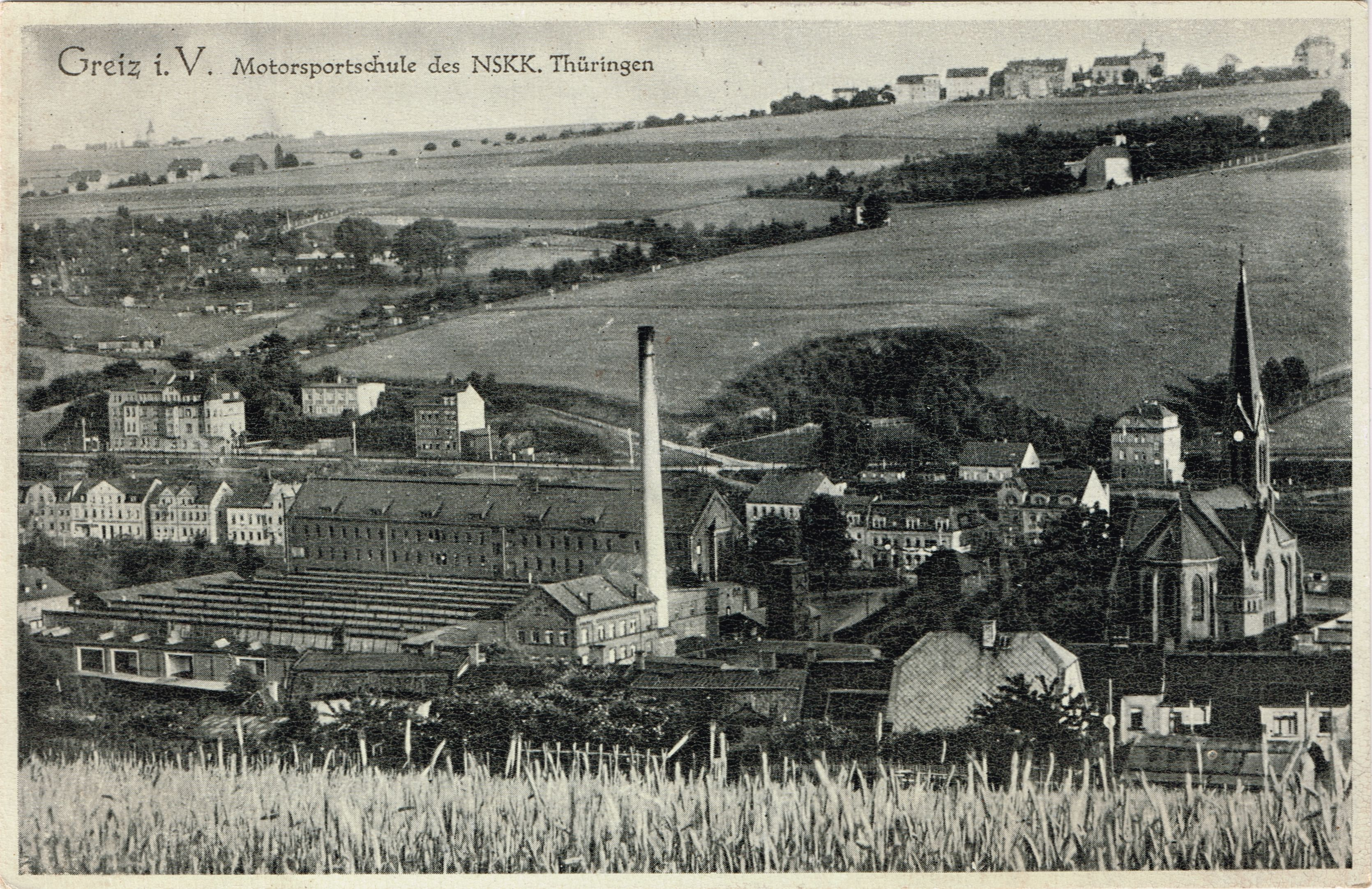
Gesamtansicht ehemalige Firma jetzt NSKK

## Gegenwart
Die Fabrikgebäude von 1878 waren bis zuletzt noch fast komplett außer Schornstein und Kesselhaus erhalten. Das Hauptgebäude wurde renoviert und beherbergt jetzt Sozialwohnungen. Die Webhalle und die Nebengebäude wurden dem Verfall preisgegeben und 2015 abgebrochen, womit eines der letzten komplett erhaltenen, historischen gründerzeitlichen Textilfabrik-Ensembles in Greiz zerstört wurde.
Die Villa von Heinrich Schilbach sen., zu DDR-Zeiten als Kindergarten genutzt, stand nach 1990 jahrelang leer und hat inzwischen neue Besitzer gefunden.
Die Villa von Carl Schilbach wurde erst von der Sparkasse Gera-Greiz genutzt und danach restauriert; sie beherbergt heute ein Ärztehaus.